# Inquisitor rufovaricosus
Inquisitor rufovaricosus é uma espécie de gastrópode do gênero Inquisitor, pertencente a família Pseudomelatomidae.